# Grand Prix Formule 1 van Oostenrijk 1972
De Grand Prix Formule 1 van Oostenrijk 1972 werd gehouden op 13 augustus 1972 op de Österreichring.

## Uitslag
| Positie | Nummer | Rijder                | Team         | Ronden | Tijd/Opgave      | Startplaats | Punten |
| ------- | ------ | --------------------- | ------------ | ------ | ---------------- | ----------- | ------ |
| 1       | 31     | Emerson Fittipaldi    | Lotus-Ford   | 54     | 29:17.3          | 1           | 9      |
| 2       | 12     | Denny Hulme           | McLaren-Ford | 54     | 1.18             | 7           | 6      |
| 3       | 14     | Peter Revson          | McLaren-Ford | 54     | 36.53            | 4           | 4      |
| 4       | 25     | Mike Hailwood         | Surtees-Ford | 54     | 44.76            | 12          | 3      |
| 5       | 10     | Chris Amon            | Matra        | 54     | 45.64            | 6           | 2      |
| 6       | 9      | Howden Ganley         | BRM          | 54     | + 1:01.19        | 10          | 1      |
| 7       | 1      | Jackie Stewart        | Tyrrell-Ford | 54     | + 1:09.09        | 3           |        |
| 8       | 7      | Jean-Pierre Beltoise  | BRM          | 54     | + 1:21.45        | 21          |        |
| 9       | 2      | François Cevert       | Tyrrell-Ford | 53     | + 1 Ronde        | 20          |        |
| 10      | 4      | Niki Lauda            | March-Ford   | 53     | +1 Ronde         | 22          |        |
| 11      | 24     | Tim Schenken          | Surtees-Ford | 52     | +2 Ronden        | 8           |        |
| 12      | 5      | Ronnie Peterson       | March-Ford   | 52     | +2 Ronden        | 11          |        |
| 13      | 6      | Peter Gethin          | BRM          | 51     | +3 Ronden        | 16          |        |
| 14      | 11     | Andrea de Adamich     | Surtees-Ford | 51     | +3 Ronden        | 13          |        |
| NF      | 27     | Rolf Stommelen        | March-Ford   | 48     | Motor            | 17          |        |
| NC      | 23     | Carlos Pace           | March-Ford   | 46     | Niet geklasseerd | 18          |        |
| NF      | 15     | Nanni Galli           | Tecno        | 45     | Olielek          | 23          |        |
| NF      | 16     | Graham Hill           | Brabham-Ford | 36     | Injectie         | 14          |        |
| NF      | 28     | Wilson Fittipaldi Jr. | Brabham-Ford | 31     | Remmen           | 15          |        |
| NF      | 3      | Mike Beuttler         | March-Ford   | 24     | Benzinesysteem   | 24          |        |
| NF      | 29     | François Migault      | Connew-Ford  | 22     | Ophanging        | 25          |        |
| NF      | 18     | Jacky Ickx            | Ferrari      | 20     | Benzinesysteem   | 9           |        |
| NF      | 17     | Carlos Reutemann      | Brabham-Ford | 14     | Injectie         | 5           |        |
| NF      | 19     | Clay Regazzoni        | Ferrari      | 13     | Benzinesysteem   | 2           |        |
| NF      | 21     | David Walker          | Lotus-Ford   | 6      | Motor            | 19          |        |

## Statistieken
| Pole-position | Emerson Fittipaldi | Lotus-Ford   | 1:35.97 |
| Snelste ronde | Denny Hulme        | McLaren-Ford | 1:38.32 |

## Noot
- Dit was de vijfde snelste ronde en 25ste podiumplaats voor Denny Hulme.
- Vijfde Grand Prix-winst voor Emerson Fittipaldi en voor een Braziliaanse coureur.

1963 · 1964 · 1970 · 1971 · 1972 · 1973 · 1974 · 1975 · 1976 · 1977 · 1978 · 1979 · 1980 · 1981 · 1982 · 1983 · 1984 · 1985 · 1986 · 1987 · 1997 · 1998 · 1999 · 2000 · 2001 · 2002 · 2003 · 2014 · 2015 · 2016 · 2017 · 2018 · 2019 · 2020 · 2021 · 2022 · 2023 · 2024 · 2025